# Черёмухин, Александр Евгеньевич

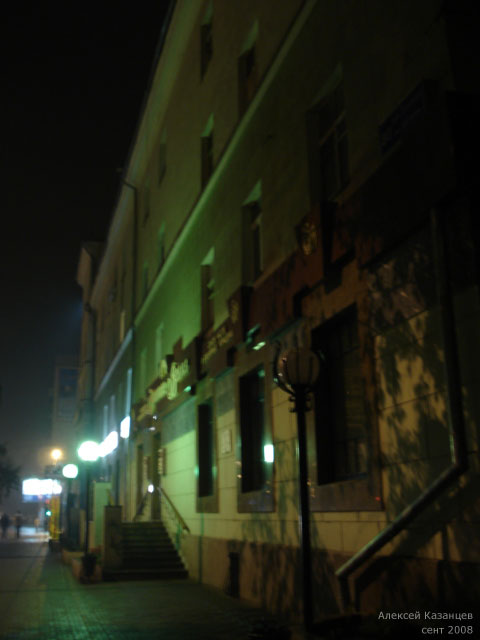
Дом, в котором жил А.Е. Черёмухин, город Курган, ул. Гоголя, 80.

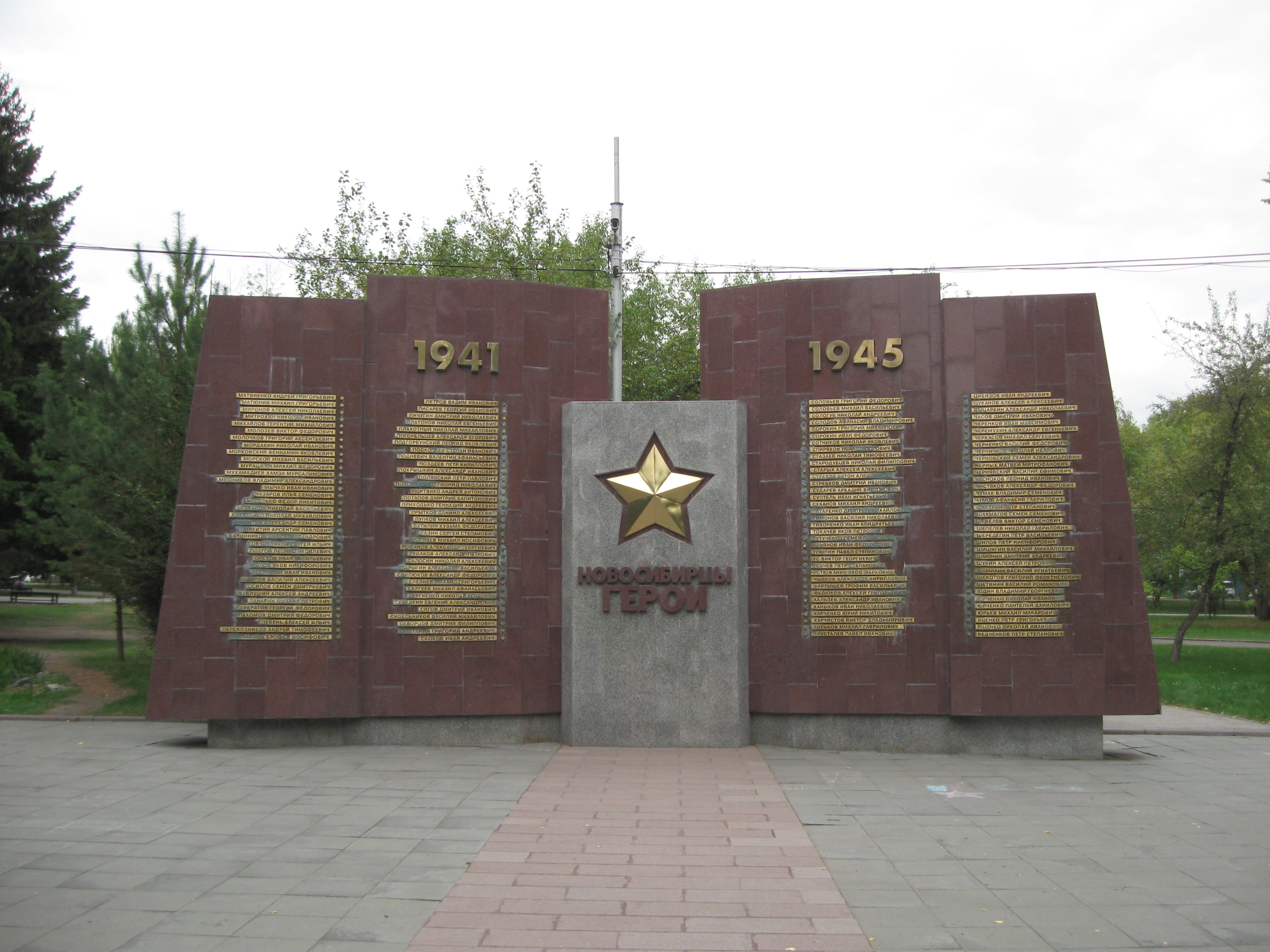
Монумент Славы в Новосибирске.

Александр Евгеньевич Черёмухин (13 сентября 1915, Курган, Тобольская губерния — 31 декабря 1987, Курган) — советский воин-артиллерист, участник Великой Отечественной войны.  Герой Советского Союза (19.04.1945), старшина. После войны работал расценщиком в депо, затем наладчиком оборудования, служил в органах внутренних дел.

## Биография
Александр Черёмухин родился 13 сентября 1915 года в семье рабочего в городе Кургане Курганского уезда Тобольской губернии, ныне город — административный центр Курганской области. Русский.
После окончания шести классов неполной средней школы поступил в Курганское железнодорожное училище. С 1935 года работал помощником машиниста паровоза на станции Завитая, затем машинистом на станции Татарская Омской железной дороги.
В Рабоче-крестьянской Красной армии с марта 1942 года. Призван Татарским районным военкоматом Новосибирской области. Был зачислен командиром расчёта орудия в 1011-й артиллерийский полк 308-й стрелковой дивизии, которая тогда формировалась в Омске. 
Участник Великой Отечественной войны с августа 1942 года. Прибыл с дивизией в состав 1-й гвардейской армии на Сталинградский фронт, участвовал в оборонительных боях Сталинградской битвы и вскоре уже был награждён своей первой наградой — медалью «За боевые заслуги». Был дважды ранен. 
В 1943 году вступил в ВКП(б), в 1952 году партия переименована в КПСС.
После очередного ранения в 1943 году зачислен командиром расчёта 76-мм орудия в 1-ю батарею 358-го артиллерийского полка 126-й стрелковой дивизии и на этом посту сражался на Южном, 4-м Украинском, 1-м Прибалтийском и 3-м Белорусском фронтах. Участник Донбасской, Мелитопольской, Крымской, Белорусской, Прибалтийской и Восточно-Прусской наступательных операций. За храбрость в боях награждён тремя боевыми орденами.
Командир расчёта 76-мм орудия 358-го артиллерийского полка 126-й стрелковой дивизии (54-й стрелковый корпус, 43-я армия, 3-й Белорусский фронт) старшина А. Е. Черёмухин проявил исключительную отвагу при штурме города-крепости Кёнигсберга 6-9 апреля 1945 года. В бою за прорыв внешнего обвода обороны на подступах к Кёнигсбергу 6 апреля 1945 года его орудие действовало в боевых порядках пехоты 806-го стрелкового полка и под ружейно-пулемётным огнём противника уничтожило 3 пулемётные точки, одну миномётную батарею, две автомашины с боеприпасами, а также подавило огонь 4 пулемётных точек противника. На следующий день, уже в уличных боях в Кёнигсберге, его орудие было придано штурмовой группе 690-го стрелкового полка. На улицах города артиллеристы могли вести огонь только прямой наводкой, и таким огнём расчёт Черёмухина уничтожил 5 пулемётных точек в каменных зданиях, 3 артиллерийских орудия противника, до 25 солдат пехоты, 2 склада с боеприпасами, был подавлен огонь немецкой артиллерийской батареи. В бою за военный городок в районе городского зоопарка 9 апреля 1945 года засевший в мощном каменном здании немецкий гарнизон  огнём из нескольких пулемётов прижал к земле наступавшую пехоту. Тогда старшина Черёмухин под сильным пулемётным огнём выкатил с расчётом своё орудие на улицу и с расстояния 70 метров беглым огнём разрушил здание. Потом под обломками было найдено 6 пулемётов и трупы 18 немецких солдат и 2 офицеров. А когда в одном из подвалов открыли огонь другие пулемёты врага, тогда старшина Черёмухин сам бросился под огнём к этому зданию и забросил через окно в него противотанковую гранату. Было уничтожено 2 пулемёта и до 19 солдат противника. Дальнейший путь советской пехоте был открыт.
Через несколько часов на одной из улиц Кёнигсберга старшина Черёмухин был тяжело ранен. Его заменил наводчик его расчёта младший сержант Василий Никифорович Хильчук, не уступавший в отваге своему командиру.
За образцовое выполнение боевых заданий командования на фронте борьбы с немецкими захватчиками и проявленные при этом отвагу и геройство Указом Президиума Верховного Совета СССР от 19 апреля 1945 года старшине Черёмухину Александру Евгеньевичу присвоено звание Героя Советского Союза с вручением ордена Ленина и медали «Золотая Звезда».
До марта 1946 года Александр Черёмухин находился на излечении в госпиталях, а затем был демобилизован по болезни. 
Вернулся в Новосибирскую область и с 1946 года работал расценщиком в депо станции Татарская. В 1950 году вернулся в Курган. Работал комендантом общежития в тресте «Курганстрой», наладчиком оборудования Курганской трикотажной фабрики и в артели «Новый быт». Служил в органах внутренних дел Управления внутренних дел Курганского горисполкома. С 1954 года — на пенсии по состоянию здоровья.
Александр Евгеньевич Черёмухин скончался 31 декабря 1987 года. Похоронен в городе Кургане Курганской области.

## Награды
- Герой Советского Союза, 19 апреля 1945 года[5][6][7][8]:
  - Орден Ленина
  - Медаль «Золотая Звезда» № 2749
- Орден Отечественной войны I степени, 6 апреля 1985 года[9]
- Орден Отечественной войны II степени, 21 октября 1944 года[10]
- Орден Славы II степени, 18 февраля 1945 года[11]
- Орден Славы III степени, 20 апреля 1944 года[12]
- медали СССР, в числе которых:
  - Медаль «За боевые заслуги», 25 октября 1942 года[13]
  - Медаль «За взятие Кёнигсберга»
  - Медаль «За победу над Германией в Великой Отечественной войне 1941—1945 гг.»
  - юбилейные медали.

## Память
- Мемориальная доска на доме, где проживал Герой, город Курган, ул. Гоголя, 80 / ул. Пролетарская, 57[14].
- Мемориальная доска на здании Курганского института железнодорожного транспорта, где учился Герой, город Курган, ул. Коли Мяготина, 147[15].
- Памятная доска в честь подвига Героев Советского Союза старшины Черемухина Александра Евгеньевича и младшего сержанта Хильчука Василия Никифоровича установлена на здании, находящемся на территории Калининградского зоопарка, г. Калининград, пр. Мира, 24—26[16].
- В Новосибирске его имя увековечено на Аллее Героев у Монумента Славы.